# Squamish Volcanic Field
Das Squamish Volcanic Field ist ein kleines nord-süd-orientiertes Vulkanfeld von bis zu 510 m Höhe in der kanadischen Provinz British Columbia.

## Geographie
Das Squamish Volcanic Field liegt im Süden der British Columbia Coast. Es erstreckt sich über eine Länge von bis zu drei und eine Breite von bis zu einem Kilometer an der Ostseite des Howe Sound nordöstlich von Britannia Beach bis zu den stark bewaldeten Hängen am Westufer der Mündung des Squamish River. Es bildet den südlichsten Teil des Garibaldi-Vulkangürtels, welcher wiederum Teil des Canadian Cascade Arc ist. Das Feld hat seinen Namen von der nahegelegenen Stadt Squamish am Nordende des Howe Sound am Sea to Sky Highway.

## Geologie
Verglichen mit den voluminösen Schichtvulkanen des Garibaldi-Vulkangürtels sind die Vulkane des Squamish Volcanic Field ziemlich klein und bestehen eher aus Dazit und weniger aus Basaltandesit. 
Der Vulkanismus im Squamish Field hat mindestens zwei vulkanische Zonen hervorgebracht, das Watts Point Volcanic Centre und den Monmouth Creek Complex. Die jüngsten eruptiven Aktivitäten dieser Vulkane gab es möglicherweise im Pleistozän; beide Zonen sind womöglich als Gletschervulkane während der letzten Kaltzeit entstanden.